# Oxmoz Kiniwey
Oxmoz Kiniwey, de son vrai nom Giorgio Gbindoun (né le 11 novembre 1995 à Ouidah), est un informaticien-programmeur et chanteur béninois, d'origine ghanéenne.

## Biographie
Oxmoz Kiniwey encore appelé Oxmoz naît le 11 novembre 1995 à Ouidah. Fan de rap depuis l'âge de 14 ans, il fait son entrée dans le monde de la musique pour la première fois en tant que beatmaker enregistrant ses premières productions dans sa chambre. En 2015, il rejoint la maison de production 4Witch Entertainment. Il monte alors le groupe Kiniwey avec deux amis d'enfance, SevenT et Ryad, avec qui il sort la mixtape Palmatore. En 2018, il fait son apparition en tant que rappeur sur plusieurs scènes, notamment celle du Festival We Are HipHop organisé par le label de rap béninois Cotonou City Crew et Doven'd. Il fait ensuite une pause dans sa carrière musicale après le décès de sa mère. 
Il fait son retour en février 2020 avec un projet intitulé SLT : Salut les terriens. En juillet 2021, il signe au sein du label français Ice Corp Music avec lequel il sort plusieurs titres,,,,,,,.

## Style musical
Oxmoz fait de la musique moderne, hip-hop, et du RnB,.

## Discographie
Oxmoz a à son actif plusieurs projets, singles et collaborations.

### Albums studio
Au nombre de ses albums, on peut citer[style à revoir],,:
- 2015 : Mixtape Palmatore (avec le groupe Kiniwey)
- 2020 : Salut les terriens (album de 8 titres sur lequel il collabore avec des artistes tels que Amir El Présidenté, Kemtaan, Ralami)

### Singles
Voici quelques singles de l'artiste,,: 
- 2018 : Miroir
- 2021 : DLV 1
- 2021 : DLV 2
- 2021: Bolide
- 2021 : Bobo de cœur
- 2021 : Dis-moi (feat. Paula Lola)
- 2022 : Klanklo

### Collaborations
Il apparaît sur des singles et albums de certains artistes tels que,, : 
- 2018 : C'est déjà fait (Remix) (feat. Amir El présidenté, Sirano, Crisba, D.A.C)
- 2018 : Nan mi temps (feat. Nasty Nesta)